# 栗林車站 (臺灣)
栗林車站是位於臺中市潭子區的臺灣鐵路公司臺中線通勤鐵路車站。

## 車站概要
本站於2018年10月28日通車。位在豐原區豐原大道一段到潭子區民生街之間的潭豐路，栗林公園旁。站名取自傳統地名「校栗林」，
到站廣播的台語按傳統讀法讀作「Ka-la̍t-nâ」。

## 車站構造

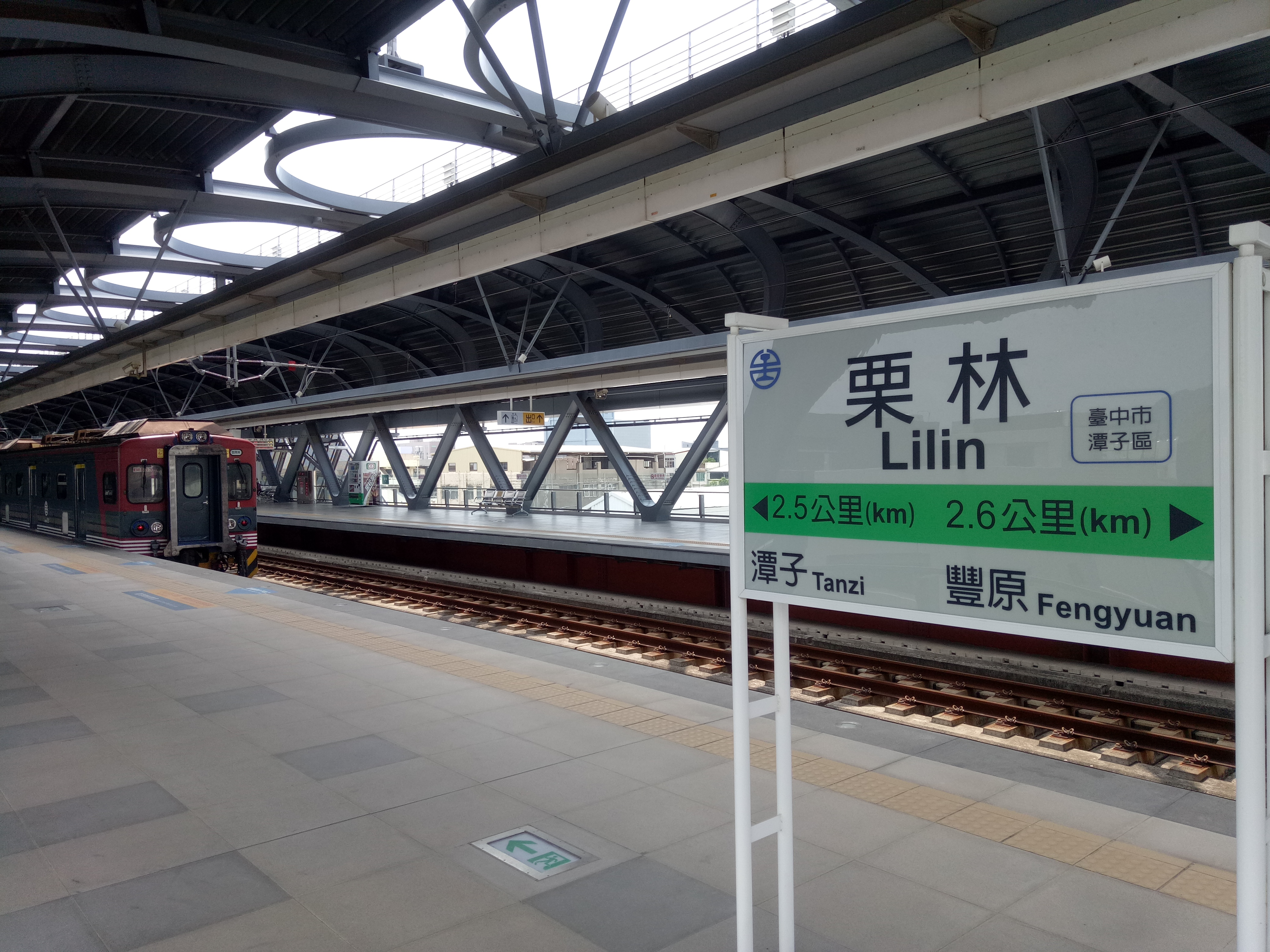
栗林車站第一月台

本站為高架車站。本站月台為通過線配置，設有岸式月台兩座，其中第一月台停靠逆行列車，第二月台停靠順行列車。

## 歷史

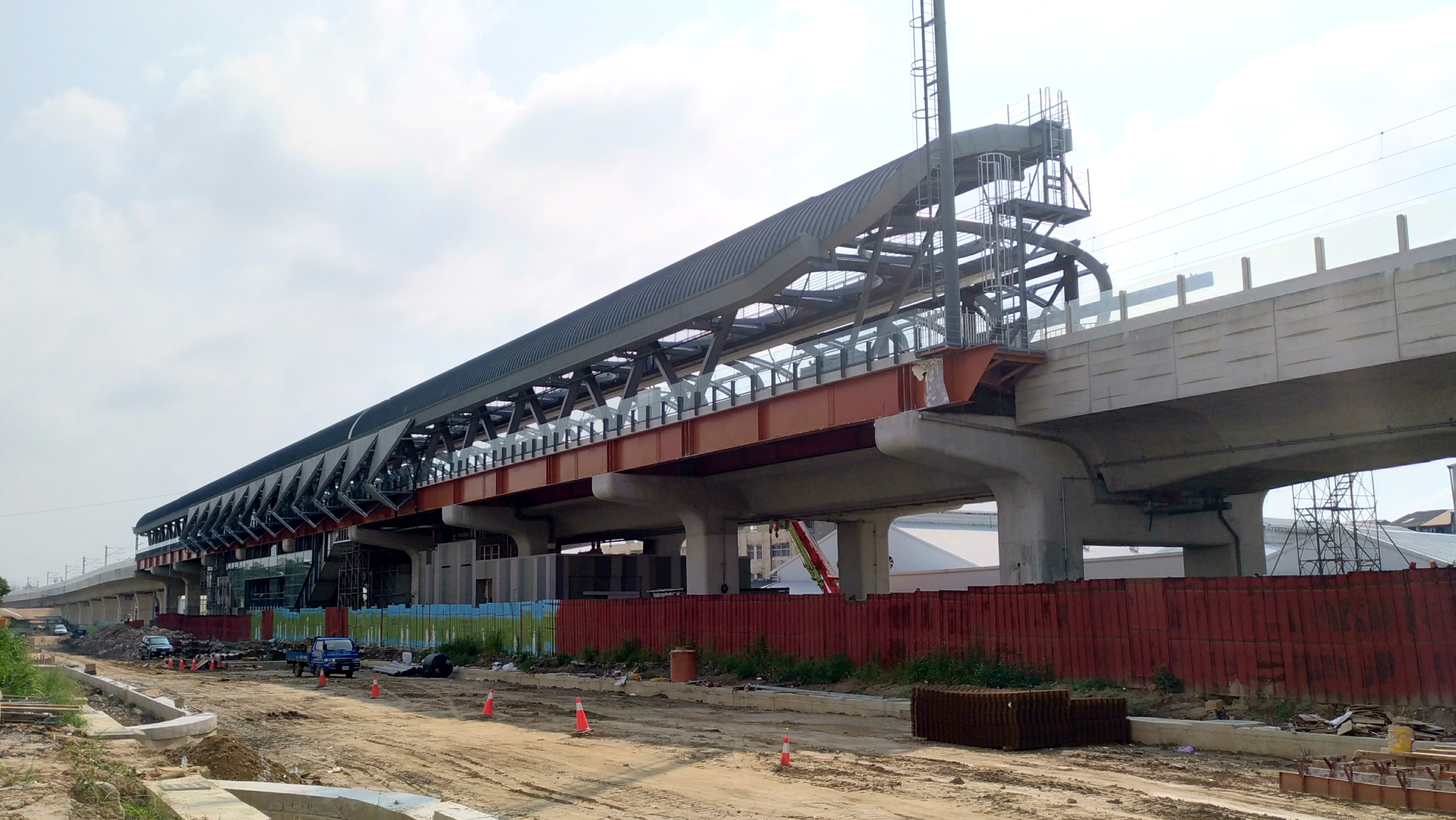
2017年9月工程時樣貌

- 2006年2月13日，行政院核定「臺中都會區鐵路高架捷運化計畫」，確定增設「豐南車站」。
- 2009年9月24日，臺中都會區鐵路高架捷運化計畫開始動工。
- 2014年7月17日，因車站並非位於豐原區內，經臺中市政府、立法委員楊瓊瓔、臺中市議員賴朝國、當地居民取得共識，以車站所在地潭子區栗林里將站名改為「栗林車站」[2][3]，隨後鐵改局呈報交通部同意站名改為「栗林車站」[4][5]。
- 2018年10月28日：完工啟用。[6]。

## 利用狀況
根據2024年資料，本站每日旅運量約為1,968，在台鐵各站中排行第98名。
| 年   | 年間    | 年間    | 年間     | 來源   | 日平均 | 日平均 |
| 年   | 上車    | 下車    | 上下車計 | 來源   | 上車   | 上下車 |
| ---- | ------- | ------- | -------- | ------ | ------ | ------ |
| 2018 | 26,603  | 27,976  | 54,579   | [ 7 ]  | 409    | 840    |
| 2019 | 207,979 | 207,646 | 415,625  | [ 8 ]  | 570    | 1,139  |
| 2020 | 235,283 | 224,895 | 460,178  | [ 9 ]  | 643    | 1,257  |
| 2021 | 207,730 | 196,756 | 404,486  | [ 10 ] | 569    | 1,108  |
| 2022 | 228,906 | 217,003 | 445,909  | [ 11 ] | 627    | 1,222  |
| 2023 | 329,909 | 313,279 | 643,188  | [ 12 ] | 904    | 1,762  |
| 2024 | 370,688 | 349,447 | 720,135  | [ 13 ] | 1,013  | 1,968  |

1. 1 2  該站於2018年10月28日啟用

## 外部連結
- . 交通部鐵路改建工程局.   [2011年11月10日]. （原始内容存档于2014年6月26日） （中文（臺灣））.
- 臺灣鐵路公司 – 栗林車站 （页面存档备份，存于）